# Eyl
Eyl o Ayl és una ciutat de Somàlia, a l'estat autònom de Puntland, a la regió de Nugaal.
Està situada a la costa (a uns 3 km) i poblada pels clans dels yonis idiris (subclan dels isse mahamud, del clan majeerteen), els mohamud ali (clan dels leelkase o tanade) i els suhurre (també subclan dels leelkase o tanade). El tractat d'Ilig del 5 de març de 1905 esmenta Ayl o Eyl com el límit nord de l'estat dels dervixos (daraawiish) que es concedia al Diiriye Guure i els seus seguidors. Quan el 1925 els italians van ocupar el sultanat de Majeerteen Ayl fou una de les darreres viles que va estar en mans de les forces lleials al 'boqor' (sobirà) fins a finals del 1925.
La vila s'ha convertit en un refugi de la pirateria marítima moderna somalí, que hi reté molts dels vaixells capturats, que estan guardats pels pirates, fortament armats.